# حمله خورشیدی (فیلم ۲۰۰۵)
حمله خورشیدی (به انگلیسی: Solar Attack) که با نام اعتصاب خورشیدی هم شناخته شده‌است یک تله‌فیلم کانادایی محصول سال ۲۰۰۵ که توسط سینتل فیلمز و لاینزگیت عرضه شد. مارک داکاسیوس، جوآن کلی و لوئیس گوست، جونیور از بازیگران اصلی این فیلم هستند.